# De Volharding (Jislum)
De Volharding (z nider. Wytrwałość) – wiatrak holenderski, w Jislum, w prowincji Fryzja, w północnej Holandii. Obiekt został wpisany do holenderskiego rejestru zabytków.

## Historia
Wiatrak został zbudowany w 1872 r. Jego zadaniem było osuszanie polderu Ald Piip o powierzchni ok. 50 hektarów. Poza wypompowywaniem wody, mógł także nawadniać dany obszar. De Volharding pracował do 1955 r., po czym zaczął popadać w ruinę. W grudniu 1971 r. został zakupiony przez fundację Stichting De Fryske Mole (z nider. Fundacja Wiatraków Fryzji). Był to pierwszy obiekt tego typu w posiadaniu fundacji. W 1973 r. obiekt poddano renowacji. W 1994 r. przeprowadzono dalsze prace remontowe. W 2000 r. inżynier H. Kloosterman zamontował nową śrubę Archimedesa. W 2006 r. wiatrak dopuszczono do użytku na wypadek stanu nadzwyczajnego, w tym powodzi.

## Konstrukcja
Wiatrak ma dwa piętra, przy czym powstał na niskiej, kamiennej platformie. Obiekt pozbawiony jest galerii, skrzydła sięgają niemalże do powierzchni gruntu. Kołpak jest kryty deskami. Skrzydła mają rozpiętość 9,20 metrów. Drewniany wał skrzydłowy podtrzymuje skrzydła i napędza górne koło kołnierzowe o 32 trybach. Dolne koło kołnierzowe ma 17 trybów i znajduje się na szczycie wału głównego. Poniżej koło zębate z 28 trybami napędza inne koła, znajdujące się na osi śruby Archimedesa. Średnica osi śruby Archimedesa wynosi 240 milimetrów. Śruba ma natomiast 710 milimetrów średnicy i 3,45m długości. Każdy obrót śruby podnosi 900 litrów wody.